# Kanał dystrybucji
Kanał dystrybucji – układ wzajemnie zależnych organizacji zaangażowanych w proces udostępniania produktu bądź usługi konsumentom lub odbiorcom przemysłowym.

## Podział ze względu na rodzaj uczestników
- Kanał bezpośredni – producent dostarcza produkty bezpośrednio finalnym nabywcom; brak pośredników handlowych
- Kanał pośredni – produkty sprzedawane są finalnym nabywcom przy pomocy co najmniej jednego pośrednika handlowego

## Podział ze względu na stopień integracji uczestników kanału
- Kanał konwencjonalny – uczestnicy kanału, działający na różnych szczeblach, nie są związani stałymi umowami a ich zainteresowanie funkcjonowaniem całego kanału jest niewielkie; zawieranie transakcji między uczestnikami związane jest z dokonywaniem za każdym razem nowych uzgodnień; brak koordynacji działa na wszystkich uczestników
- Kanał zintegrowany pionowo – jeden z uczestników koordynuje działalność uczestników funkcjonujących na innych szczeblach tego kanału; do kanałów zintegrowanych pionowo zalicza się kanały administrowane, kontraktowe i korporacyjne
- Kanał administrowany – koordynacja działalności uczestników kanału opiera się na nadrzędności jednego z tych uczestników nad innymi
- Kanał kontraktowy – koordynacja działalności uczestników kanału wynika z umów zawartych między uczestnikami
- Kanał korporacyjny – koordynacja działalności uczestników kanału wynika z posiadania przez jeden podmiot prawa własności do uczestników tego kanału, działających na różnych szczeblach

## Podział ze względu na liczbę szczebli pośrednich
- kanały długie – między producentem a finalnym nabywcą występuje więcej niż jeden pośrednik
- kanały krótkie – między producentem a finalnym nabywcą występuje jedno ogniwo pośredniczące

## Podział ze względu na liczbę pośredników na tym samym szczeblu
- kanały wąskie – niewielka liczba podmiotów na poszczególnych szczeblach
- kanały szerokie – występuje wtedy gdy liczba pośredników na jednym szczeblu jest duża